# بيل زوبر
بيل زوبر (بالإنجليزية: Bill Zuber) هو لاعب كرة قاعدة أمريكي، ولد في 26 مارس 1913 في Middle Amana, Iowa ‏ في الولايات المتحدة، وتوفي في 2 نوفمبر 1982 في سيدار رابيدز في الولايات المتحدة.

## وصلات خارجية
- بيل زوبر على موقعبيزبول رفرنس.كوم (الدوري الرئيسي) (الإنجليزية)
- بيل زوبر على موقعبيزبول رفرنس.كوم (الدوري الثانوي) (الإنجليزية)
- بيل زوبر على موقع جمعية أبحاث البيسبول الأمريكية (الإنجليزية)
- بيل زوبر على موقع مشجعي الرسوم البيانية (الإنجليزية)